# Caticlan
Caticlan est un barangay de la municipalité de Malay, située sur l’île de Panay, dans la province d'Aklan et la région des Visayas occidentales, aux Philippines. Ses coordonnées géographiques sont 11° 55′ 57″ N, 121° 57′ 32″ E. Son altitude est estimée à 4,3 mètres au-dessus du niveau moyen de la mer.

## Population
Au recensement de 2020, sa population était de 8223 habitants, ce qui représentait 13,69 % de la population totale de la municipalité de Malay

## Climat
Caticlan connaît un climat tropical, caractérisé par des températures chaudes et une humidité élevée tout au long de l’année. Le meilleur moment pour visiter Caticlan est pendant la saison sèche, de novembre à avril (ou décembre à mai selon d’autres sources). Pendant cette période, le temps est généralement chaud et ensoleillé, ce qui permet de profiter des plages et des sports nautiques et des activités de plein air. La température de l’eau est également idéale pour la baignade, ce qui permet d’échapper à la chaleur. Cependant, c’est aussi la haute saison touristique, ce qui entraîne une grande affluence dans certaines zones. Il y a moins de touristes pendant la saison des pluies, de mai à octobre.

## Economie
Le tourisme est le principal moteur de l’économie locale de Caticlan. L’afflux de visiteurs à Boracay a stimulé la croissance d’entreprises telles que les hôtels, les restaurants, les services de transport. Outre le tourisme, la pêche et l’agriculture jouent également un rôle important dans l’économie de Caticlan. Ces industries fournissent des moyens de subsistance à de nombreux résidents.

## Lieux touristiques
Caticlan possède plusieurs belles plages. La plage de Baybay est connue pour sa longue étendue de sable brun à foncé et ses couchers de soleil. La plage d’Ayagao, située à 7 km de la route principale, est connue pour son sable brun fin et son environnement paisible.

## Transports
L’aéroport international Godofredo P. Ramos (IATA : MPH, OACI : RPVE) est situé dans le barangay de Caticlan. De ce fait, il est également connu sous le nom d’aéroport de Caticlan ou aéroport de Boracay,. En effet, c’est l’une des deux portes d’entrée de l’île très touristique de Boracay. Une fois qu’on a atterri à l’aéroport, il faut se rendre au port de Caticlan et y prendre un bangka (petit bateau local) ou un ferry pour rejoindre Boracay,, qui n’est qu’à un kilomètre de l’extrémité nord de Panay. En effet, aucun pont ne relie les deux îles. Le trajet entre la jetée de Caticlan et Boracay ne dure que 20 minutes.
L’aéroport international Godofredo P. Ramos est le quatrième aéroport le plus fréquenté des Philippines, et le plus fréquenté de la région des Visayas occidentales, avec 3,8 millions de passagers en 2023.